# نسیم پدراد
نسیم پدراد (به انگلیسی: Nasim Pedrad) (متولد ۱۸ نوامبر ۱۹۸۱ در تهران) بازیگر، نویسنده و کمدین ایرانی-آمریکایی است. او از سال ۲۰۰۹ تا ۲۰۱۴ یکی از بازیگران سریال پخش زنده شنبه شب از ان‌بی‌سی بود. در ادامه، در سریال‌های کمدی مولانی (۲۰۱۴–۲۰۱۵)، دختر جدید (۲۰۱۵–۲۰۱۸) و سریال کمدی ترسناک ملکه‌های جیغ (۲۰۱۵) از شبکهٔ فاکس و سریال کمدی علمی تخیلی مردم زمین (۲۰۱۷) از تی‌بی‌اس بازی کرد. پدراد همچنین در سریال کمدی چاد (۲۰۲۱–اکنون) بازی می‌کند که همچنین سازنده و تهیه‌کنندهٔ آن است.
فیلم‌شناسی پدراد شامل فیلم‌هایی از جمله فیلم کمدی رمانتیک بدون تعهد (۲۰۱۱)، فیلم پویانمایی فانتزی لوراکس (۲۰۱۲)، فیلم کمدی من نفرت‌انگیز ۲ (۲۰۱۳)، فیلم کمدی ترسناک شپش‌ها (۲۰۱۴)، فیلم فانتزی موزیکال علاءالدین (۲۰۱۹) و فیلم کمدی دسپرادوز (۲۰۲۰) می‌شود.

## اوایل زندگی
پدراد در تهران زاده شد. پدرش توانست به ایالات متحده مهاجرت کند، اما پدراد و مادرش مجبور شدند در آلمان بمانند و وقتی سه ساله بود به پدرش پیوستند. خواهر کوچکترش، نینا، نویسندهٔ کمدی است. نسیم در سال ۲۰۰۳ از دانشکده تئاتر، فیلم و تلویزیون یوسی‌ال‌ای فارغ‌التحصیل شد. او یکی از اعضای مسابقه سرود بهاره دانشگاه کالیفرنیا بود.

## فیلم‌شناسی

### فیلم
| سال  | عنوان          | نقش                  | یادداشت‌ها  |
| ---- | -------------- | -------------------- | ---------- |
| ۲۰۰۵ | ۷۳ باکره       | زهرا                 | فیلم کوتاه |
| ۲۰۰۸ | یک هزار کلمه   | عکاس                 | فیلم کوتاه |
| ۲۰۱۱ | بدون تعهد      | نویسنده              |            |
| ۲۰۱۲ | دیکتاتور       | میزبان زن جی‌ام‌دبلیو  |            |
| ۲۰۱۲ | لوراکس         | ایزابلا اونسلر (صدا) |            |
| ۲۰۱۳ | من نفرت‌انگیز ۲ | جیلیان (صدا)         |            |
| ۲۰۱۴ | شپش‌ها          | ربکا هالورسون        |            |
| ۲۰۱۹ | همکاری حیوانات | سوزی                 |            |
| ۲۰۱۹ | علاءالدین      | دالیا (ندیمهٔ جاسمین) |            |
| ۲۰۲۰ | بزهکاران       | وسلی دریا            |            |

### تلویزیون
| سال             | عنوان                      | نقش                   | یادداشت‌ها                                               |
| --------------- | -------------------------- | --------------------- | ------------------------------------------------------- |
| ۲۰۰۶            | دختران گیلمور              | پیشخدمت               | اپیزود: «بازدید دوباره ساقدوش‌ها»                        |
| ۲۰۰۷            | برنده                      | پیشخدمت               | اپیزود: «آنچه در آلبانی اتفاق می‌افتد، در آلبانی می‌ماند» |
| ۲۰۰۷–۲۰۰۹       | بخش فوریت‌های پزشکی         | پرستار سوری           | ۹ اپیزود                                                |
| ۲۰۰۹            | فیلادلفیا همیشه آفتابی است | لوسی                  | اپیزود: «پیشخدمت ازدواج می‌کند»                          |
| ۲۰۰۹–۲۰۱۴, ۲۰۱۸ | پخش زنده شنبه شب           | شخصیت‌های مختلف        | ۱۰۹ اپیزود                                              |
| ۲۰۱۱            | آلن گرگوری                 | وال / برینیک (صدا)    | ۷ اپیزود                                                |
| ۲۰۱۳            | عالی‌ها                     | صداهای مختلف          | ۵ اپیزود                                                |
| ۲۰۱۴–۲۰۱۵       | تریپ‌تانک                   | صداهای مختلف          | ۹ اپیزود                                                |
| ۲۰۱۴–۲۰۱۵       | مولانی                     | جین پروانا            | نقش اصلی؛ ۱۳ اپیزود                                     |
| ۲۰۱۵–۲۰۱۸       | دختر جدید                  | آلی نلسون             | نقش تکرار شونده، ۲۸ اپیزود                              |
| ۲۰۱۵            | ملکه‌های جیغ                | جیجی کالدول           | ۱۰ اپیزود                                               |
| ۲۰۱۶            | پروژه میندی                | دکتر یاسمین مالوف     | اپیزود: «اعتصاب پرستاران»                               |
| ۲۰۱۷            | مردم زمین                  | مأمور ویژه الکس فاستر | ۱۰ اپیزود                                               |
| ۲۰۱۷            | دهان بزرگ                  | فاطمه (صدا)           | اپیزود: «دخترها هم شهوتی هستند»                         |
| ۲۰۱۷            | زیاد ذوق‌زده نشو            | نوما                  | اپیزود: «فاسد شده!»                                     |
| ۲۰۱۸            | بروکلین نه-نه              | کیت پرالتا            | اپیزود: «دی‌اف‌دبلیو»                                     |
| ۲۰۱۸            | بدون فعالیت                | بل                    | اپیزود: «صداقت و عمل»                                   |
| ۲۰۲۱            | چاد                        | چاد                   | همچنین خالق، نویسنده، کارگردان و تهیه‌کننده اجرایی       |
| ۲۰۲۱            | فقط فراتر                  | خانم ژنویو            | اپیزود: «کودکان را راحت بگذارید»                        |
| ۲۰۲۲            | پرترل و توله سگ‌ها          | گرتا (صدا)            | ۸ اپیزود                                                |
| ۲۰۲۲            | پسران ارائه می‌دهد: شیطانی  | چری (صدا)             | اپیزود: «بوید در ۳ بعدی»                                |